# Эохейд
Эохейд (Эоха, Эохайд) (англ. Eochaid, ум. в 889) — король Стратклайда (Альт Клута) с 878, король Альбы (Шотландии) и пиктов с 878, сын короля Стратклайда Руна ап Артгала и дочери Кеннета I, короля Альбы.

## Биография
Эохейд традиционно считается последним бриттским королём Стратклайда. Он был возведён на престол Гириком, который был его соправителем или опекуном. Эохейд правил одиннадцать лет. Хроники сообщают о солнечном затмении в день святого Кира на девятом году его правления (16 июня 885). Впрочем, титул Эохейда в Шотландии вызывает споры среди историков, поскольку некоторые хроники упоминают за этот период только о короле Гирике или вовсе пропускают их обоих, переходя от Эда сразу к Дональду II.